# That's the Way Love Is (album)
That's the Way Love Is studijski je album američkog glazbenika Marvina Gayea, koji izlazi u siječnju 1970. godine. Osim uspjeha naslovne skladbe (#7 pop, #2 R&B, pred kraj 1969.), koja je originalno preuzeta s albuma M.P.G., album sadrži još nekoliko Gayevih uspješnica kao što je "I Heard It Through the Grapevine", koja je nakon uspjeha bila objavljena kao singl radi bolje prodaje albuma.
Gaye je prikazivao razočaranje prema svom izdavaču, ali to nije utjecalo na njegovu izvedbu kao pjevača. Za naslovnu skladbu dao je snažne vokale i bio je vrlo zadovoljan sa svojom verzijom Beatlesove skladbe "Yesterday". Album također sadrži i društveno savjesnu skladbu "Abraham, Martin & John", koja je postala veliki hit s druge strane Atlantika, došavši u lipnju 1970. godine, na #9 top ljestvice u Velikoj Britaniji, dok singl nagovještava ono što će slijediti za godinu dana i njegov epohalan album What's Going On. Snimio je i dvije cover skladbe od sastava 'The Temptations', hitove "I Wish It Would Rain" i "Cloud Nine".

## Popis pjesama
1. "Gonna Give Her All the Love I've Got" (original od Jimmyja Ruffin) (Barrett Strong, Norman Whitfield)
2. "Yesterday" (John Lennon, Paul McCartney)
3. "Groovin'" (Eddie Brigati, Felix Cavaliere)
4. "I Wish It Would Rain" (original od sastava The Temptations) (Roger Penzabene, Strong, Whitfield)
5. "That's the Way Love Is" (Strong, Whitfield)
6. "How Can I Forget" (Strong, Whitfield)
7. "Abraham, Martin & John" (Dick Holler)
8. "Gonna Keep on Tryin' Till I Win Your Love" (Strong,Whitfield)
9. "No Time for Tears" (Holland, Whitfield)
10. "Cloud Nine" (original od sastava The Temptations) (Strong, Whitfield)
11. "Don't You Miss Me a Little Bit Baby" (Penzabene, Strong, Whitfield)
12. "So Long" (Eddie Holland, Dean Taylor, Whitfield)

## Izvođači
- Prvi vokal - Marvin Gaye
- Prateći vokali - The Andantes: Marlene Barrow, Jackie Hicks and Louvain Demps; i The Originals: Freddie Gorman, Walter Gaines, Henry Dixon and C.P. Spencer
- Instrumenti - The Funk Brothers

## Vanjske poveznice
- Allmusic.com - That's the Way Love Is - Marvin Gaye